# 마루야마 마사오 (정치학자)

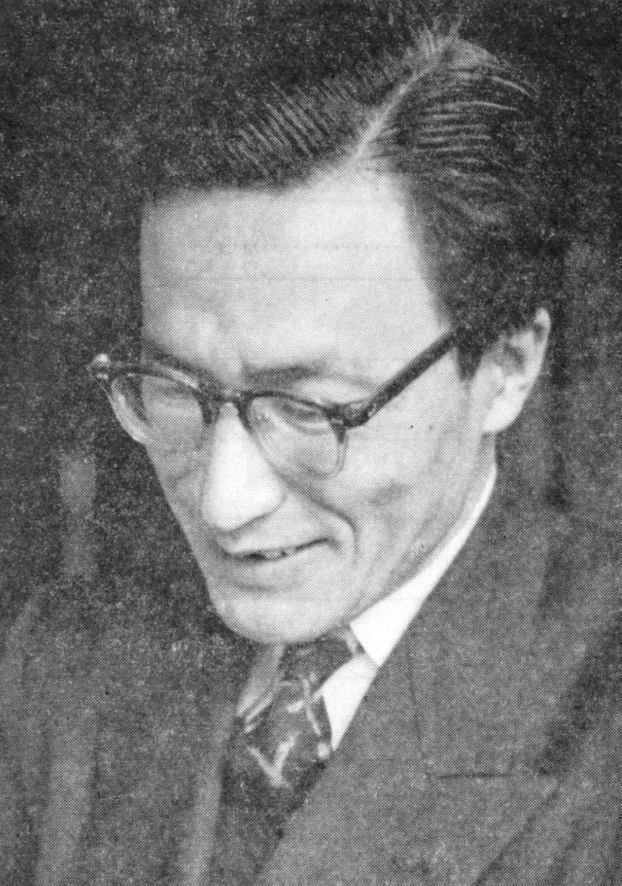

마루야마 마사오(일본어: 丸山 眞男, 1914년 3월 22일 ~ 1996년 8월 15일)는 일본의 정치학자로서 일본정치사상사의 권위자이다. 1937년 도쿄제국대학 법학부를 졸업하였다.

## 생애

### 종전까지
1914년 3월 22일, 저널리스트 마루야마 칸지(丸山幹治)의 차남으로 오사카시 아베노구에서 태어났다. 구 마쓰시로번 사족 가문이다. 형은 방송인, 평론가인 마루야마 테츠오(丸山鉄雄). 동생은 평론가인 마루야마 쿠니오(丸山邦男)가 있다. 1921년 도쿄 요츠야로 이사했다. 아버지의 친구 하세가와(長谷川如是閑) 등의 영향으로 다이쇼 데모크라시의 조류 속에서 성장했다. 요츠야제일심상소학교, 제일중학교를 거쳐 1931년 제일고등학교 (일본)에 진학했다.
1933년 4월 10일 혼고 불교 청년관에서 개최된 유물론 연구회의 강연회에 참가했는데 경찰에 의해 불법화되었다. 하세가와가 인사로 행사를 개회하자 강제해산되어 청중이었던 마루야마는 후지경찰서에 구금되었고 특별고등경찰의 조사를 받았다. 체포되었을 때 "나도모르게 한숨도 못자고 구치소에서 눈물을 흘렸다. 이후 그 경험이 내가 지성에 의존하지 않게끔 자각시켰다."고 느꼈으며 이후 "군대 경험 못지 않은 경험이었다."고도 회고했다.
1934년 일고 졸업후 도쿄 제국대학 법학부 정치학회에 입학했다. 강좌파의 영향을 받았다. 1936년 현상논문 공모를 위해 쓴 「정치학에 있어 국가의 개념」政治学に於ける国家の概念이 1등없는 2등으로 입선했다. 『녹회잡지』緑会雑誌 8월호에 게재되었고 이를 계기로 조수 채용이 내정되었다.
마루야마는 원래 아버지처럼 저널리스트를 지망했지만 조수 공모를 보고 우연히 응모했다고 한다. 자기처럼 체포 경력이 있고, 마르크스주의 영향이 짙은 논문을 쓰고 특고와 헌병의 감시를 받던 사람을 조수로 채용할 정도의 사람이 도쿄 대학 법학부에 있다면, 연구실에 남아도 좋다고 생각했다. 지도교수였던 난바라 시게루는 마루야마를 사상적 동지로 간주하고 채용했다.
1937년 졸업후 난바라 시게루의 연구실 조수가 되었다. 유럽 정치사상사를 연구하고 싶어했지만 일본 정치사상사 연구를 시작했다. 1940년 「근세 유교발전에서 소라이학의 특질과 국학의 관련」近世儒教の発展における徂徠学の特質並びにその国学との関連을 『국가학회잡지』国家学会雑誌에 발표했고 6월 도쿄 제국대학 법학부 조교수가 되었다. 1941년 「근세 일본사상사에 있어 자연과 작위」近世日本思想史における「自然」と「作為」－制度観の対立としての를 같은 국가학회잡지에 발표했다.
1944년 3월 코야마 유카리(小山ゆか里)와 결혼했다. 7월 「국민주의이론의 형성」国民主義理論の形成을 발표했다. 이등병으로 징집되었다. 간부후보생에 지원하면 장교로 복무할 수 있었지만 군대에 간 것은 자신의 의사가 아니므로 이병 그대로 징집되어 평양에 보내졌다. 9월 각기병으로 전역하여 11월 귀환했다.
평양에서 복무할 때 마루야마는 중학교도 가지 못했던 일병에게 이지메를 당했다. 마루야마는 "군대란 지방의 집안, 사회적 지위와는 무관하게 화족(華族)의 도련님이 잡역부 출신의 상병에게 따귀를 맞습니다. 어쩐지 그 묘하게 민주적인 느낌이 사회적 계급에서 오는 불만을 마취시키고 있었습니다. 일본 군대의 역설적인 점이지요." 하고 말했다.
1945년 다시 소집되어 히로시마시 선박통신연대에서 암호교육을 받은 뒤 선박사령부에 배속되었다가 참모부 정보반으로 전속되었다. 마루야마는 연합 통신의 주간지를 바탕으로 국제 정보를 정리하여 보고했다. 이는 비망록이라는 메모로 아직 남아있다. 8월 6일, 사령부에서 5킬로미터 떨어진 곳에 원폭이 떨어졌다. 1945년 8월 15일 전쟁이 끝났고 9월 귀향했다. "상관의 의도를 알아맞춰야 하는 것은 궁궐의 하녀같은 느낌이었다."고 좌담회에서 언급한 바 있다. 이런 경험은 이후 마루야마에게 '자립한 개인'을 하나의 목표로 삼게 만든 원인이 되었다. .

### 전후
1946년 2월 도쿄 제국 대학 헌법연구위원회 위원이 되어 헌법 개정의 절차를 정리한 보고서를 작성했다. 위원장 미야자와 도시요시는 마루야마가 제시한 '8월혁명설'을 발전시켜 「8월혁명과 국민주권주의」八月革命と国民主権主義라는 논문을 발표하기도 했다. 마루야마는 「초국가주의의 논리와 심리」超国家主義の論理と心理를 『세계』世界 46년 5월호에 발표했다. 이후 전후민주주의 사상전개 국면에서 지도적 역할을 했다. 이 즈음 미시마 타이샤(三島大社) 등에 설치된 서민대학 등 여러 곳에서 강연을 다녔다. 1950년 교수가 되었다.
샌프란시스코 강화 조약을 둘러싼 논쟁에서 평화문제담화회平和問題談話会의 중심인물로 1960년 안보투쟁을 지지하는 등 아카데미즘을 넘어 민주주의의 여론 주도자로 발언하고 영향을 주었다. 이런 활동으로 학술계와 저널리즘을 이었다는 평가를 받았다. 본인은 현실정치분석을 분점으로 일본정치사상사 연구를 본점이라고 불렀다.
1960년대 후반엔 반대로 기만적인 전후 민주주의의 상징으로 여겨져 전공투 학생 등에게 격렬하게 공격당했다. 1968년 도쿄대 투쟁시 연구실을 점거하고 귀중한 자료나 필름을 파괴한 전공투 학생들이 기동대에 의해 해산되고 법학연구소에 들어갔다가 이런 회고를 마이니치 신문에 남겼다. "진흙발에 뭉개진 책이나 문헌을 닦아내며 건물이야 다시 지으면 되지만 연구결과는... 이것이 문화의 파괴가 아니면 무엇이라 부를것인가. 누를수 없는 분노로 입술이 떨렸다."마루야마는 파시스트도 하지 않은 일을 할 것인가라고 분노했다. 이에 요시모토 다카아키는 겨우 연구실이 대학생에게 짓밟힌 것으로 그렇게 과장하느냐며 자신들은 자료 수집을 위해 어떻게든 도서관에 줄서서 들어가면서도 틈틈이 생활비를 벌기위해 일을 하면서 연구했다고 비난한 바 있다.  .
1969년 간기능 악화로 입원했고 1971년 교수직을 조기 퇴직했다. 1974년 도쿄 대학 명예 교수, 1978년 일본 학사원 회원이 되었다.
1993년 간암을 발견했다. 이와나미서점에서 전집을 발간하던 중 1996년 8월 15일에 82세로 사망했다. 가족끼리 장례를 치르고 사망 1주일 뒤에 발표되었다. 8월 26일 추모회가 열렸다.
스스로 딜레탕트하다고 평가할 정도로 문학, 영화, 음악에 조예가 있었다. 클래식 음악에 빠져들어서 퇴임후 만년까지 음반과 악보를 수집, 분석하며 지냈다. 베토벤, 바그너, 푸르트벵글러를 좋아했다.

## 사상과 영향력
일본 제국이 제2차 세계 대전에서 패배한 뒤, 이와나미 쇼텐의 「세카이」지에 논문 「초국가주의의 논리와 심리」를 기고한 마루야마 마사오는 '초국가주의[ultra nationalism]'를 맹렬히 비판하고 일본의 제국주의를 심층적으로 분석하였다. 초국가주의의 문제는, 일본 제국의 통치 원리가 중립에 기초한 공익 추구가 아니라 시민사회의 모든 가치를 천황제를 이용하여 독점하였다는 데 있었다. 일본 제국의 핵심 문제는 '보편적 가치인 개인의 자유를 침해한 것'이 아니라, '국가가 자신의 존재 이유를 망각한 것'이었다. 그는 개인의 자유와 민주정을 보편의 가치로 신봉하지 않았고, 국가가 여러 가지 특수한 가치에서 중립을 견지해야 한다고 보았다. 그런데 초국가주의는 가치의 독점에 집중함으로써 특정한 가치인, ‘천황=지고(至高)한 선’이라는 거짓 명제를 보편화한 것이 잘못이었다.
전형적인 헤겔리안이었으며, 서구의 근대를 인류사의 절대 가치로 여겼고 이를 전 인류의 목표로 설정하였다. 서구 중심주의 역사관을 뼛속까지 체화함으로써 동양에서 유일하게 중세를 거친 일본은 근대 또한 동양에서 유일하게 성취할 수 있다고 간주하였다.

### 비판
마루야마는 영향력이 큰 만큼 다양한 비판도 있다. 그러나 스스로 비판에 대응하여 논란을 만들지는 않았다. 마루야마는 비판을 묵살하여 결과적으로 권위를 인정받았다는 평가가 있다.
마르크스주의측의 비판
프롤레타리아 혁명을 지향하는 마르크스주의자들에게는 주로 서양 근대 부르주아지 시민사회를 이상으로 삼는 근대주의자, 시민파 학자라는 비판을 받았다.
요시모토 다카아키는 마루야마 류의 진보적 문화인들이 대학에 안주하며 대중에게서 유리되었다고 했다. 그는 마루야마를 '고공비행적 사고'上空飛行的思考의 소유자라 불렀다. 요시모토의 마루야마 비판은 신좌파와 전공투 학생들에게 이어져 도쿄대 투쟁에서 권위주의자, 귀족주의자로 비판받았다.
마루야마는 비록 공산당이 반전 운동을 했지만 결과적으로 제2차 세계대전이 일어났으므로 공산당에게도 전쟁 책임이 있다고 주장하였다. 이에 대하여 일본공산당은 방관자의 사상이라며 규탄하였다.
제자인 마쓰시타 게이이치같은 이들이 안보투쟁이후 사회 운동이 활발해졌고 시민의식이 성숙해졌다고 주장했지만 마루야마는 그런 정치참여는 파트타임일 뿐이라고 말했다. 일기에도 그저 전공투의 우쭐해진 리더들이라고 적었다. 마루야마 사후 그의 일기를 읽은 전공투 리더 야마모토 요시타카는 자신을 두고 한 이야기 같다고, 도쿄대 전공투 운동에서 방관자 역할로 일관한 마루야마는 이론과 실천에 이중잣대가 있는 사람이라는 평가를 했다.
보수파의 비판
마루야마의 논의는 서구엔 있고 일본엔 없는 것을 지적하는 '결여이론'이다.
마루야마의 일본 파시즘론은 초국가주의와 국가주의를 구분하지 못한다는 비판이 있다.
일본 파시즘의 개념 규정이「현대 정치의 사상과 행동」어디에도 나오지 않는다. 이 책은 파시즘을 지지한 일본 국민을 둘로 나누어 하나는 공장주나 자작농, 교원 등으로 또 하나는 도시의 문화인, 언론인, 학생층으로 규정했다. 제대로 검증도 없이 이들을 파시즘의 사회적 기반으로 단정하고 그들을 (의사) 인텔리겐차로 부르며 경멸한다는 것이다. .
우메하라(梅原猛)는 사상적 전통이 일본에서는 형성되지 않았다고 정의하는 마루야마에게 묘법연화경 같은 고전을 읽거나 일본의 미술, 문학, 풍속을 조사하지 않고 그렇게 단정한 것은 용서할 수 없다며 비판했다.
사상사연구자의 비판
하시카와 분조(橋川文三)는 마루야마에게 영향받아 쓴 논문「昭和超国家主義の諸相」에서 마루야마의 초국가주의를 비판한다.
후지타 쇼조(藤田省三)는 마루야마에게 처음부터 비판적이었던 제자로 『天皇制国家の支配原理』를 썼다.
제자인 와타나베 히로시는 동아시아 왕권론이라는 관점으로 일본정치사상사를 다시 쓰고있다.
고층(古層)론 비판은 여러 학자가 하고 있다. 『「維新革命」への道』(카루베 타다시苅部直), 『事件としての「徂徠学」』『日本近代思想批判』(코야스 노부쿠니子安宣邦), 『日本宗教史』(末木文美士) 등.
1990년대 후반 이후에는 강상중(姜尙中), 요네타니 마스후미(米谷匡史), 사카이 나오키(酒井直樹) 등이 탈식민주의 관점에서 국민주의나 민족주의로 치우친 면을 비판한다. 사이토 준이치(斎藤純一), 가사이 히로타카(葛西弘隆) 등은 마루야마의 60년대 이후에는 다원주의외 시민사회 옹호가 더 드러난다고 지적했다.
기타
미즈타니는 마루야마의 논의가 미국을 비판하고 북한과 소련에 경도되어 있었다며 외교 음치, 정치적 축농증에 걸렸다고 평가했다.
오쓰카 히사오가 가지야마 츠토무(梶山力)와 공역한 프로테스탄트 윤리와 자본주의 정신을 개정하며 오쓰카 단독 번역으로 적으려 하자 이를 베버 연구자인 안도 히데하루(安藤英治)가 비판했으며 가지야마도 단독번역판을 새로 내려고 했다. 이때 마루야마가 압력을 가해 이를 방해했다는 폭로가 있다.
시무라 고로는 마루야마의 한학과 음악에 대한 저작에 이해도가 떨어진다고 비판했으며, 한국전쟁이 남침인지 여부를 알 수 없다고 40년이 넘는 세월 동안 부정한 것을 지적하며, 그가 저널리스트의 자격이 없다고 평했다.

### 제자
마루야마는 세미나를 통해 여러 제자를 배출했으며 그들은 마루야마 학파로 불렸다. 시노하라 하지메(篠原一), 후쿠다 간이치(福田歓一), 사카모토 요시카즈(坂本義和), 교고쿠 쥰이치(京極純一), 미타니 타이치로(三谷太一郎) 등 도쿄대학 계열의 정치학자들 다수가 그러하다.
정치학계 외에도 코무로 나오키(小室直樹)나 작가 쇼지 가오루(庄司薫) 관료 아마야 나오히로(天谷直弘) 정치가 에다 사쓰키(江田五月), 교육학자 호리오 테루히사(堀尾輝久) 등이 마루야마 세미나 출신자들이다.
이이다 다이조(飯田泰三)
이시다 다케시(石田雄)
우에테 미치아리(植手通有)
가미시마 지로(神島二郎)
사카모토 요시카즈(坂本義和)
하시카와 분조(橋川文三)
히라이시 나오아키(平石直昭)
후지타 쇼조(藤田省三)
후지와라 히로타츠(藤原弘達)
호리오 테루히사(堀尾輝久)
마츠자와 히로아키(松沢弘陽)
마츠시타 게이이치(松下圭一)
마츠모토 산노스케(松本三之介)
미야무라 하루오(宮村治雄)
와키 게이헤이(脇圭平)
와타나베 히로시(渡辺浩)

### 주변인
- 요시노 겐자부로(吉野源三郎) (세카이 (잡지) 『世界』)
- 다케다 다이준(武田泰淳), 하니야 유타카(埴谷雄高). 다케우치 요시미(竹内好)
- 츠루미 슌스케(鶴見俊輔) (『思想の科学』)
- 오오야마 아키오(大山郁夫)

## 저서
- 『일본정치사상사연구』、김석근 譯、통나무、1998년 9월
  - 『日本政治思想史研究』（東京大学出版会、1952年、改訂版1983年）
  - 英訳：Studies in the Intellectual History of Tokugawa Japan, trans. by Mikiso Hane, (University of Tokyo Press, 1989)
  - 2차대전 중에 집필한 『일본정치사상사연구』日本政治思想史研究는 헤겔과[42] 보르케나우(Franz Borkenau) 등의[43] 연구를 일본 근세에 응용했다. 자연과 작위라는 틀을[44] 오규 소라이와 모토오리 노리나가의 근대적 사유형성과정 묘사에 적용한 것이다.
- 『政治の世界』（御茶の水書房、1952年）
- 『현대 정치의 사상과 행동』、김석근 譯、한길사、1997년 3월
  - 『現代政治の思想と行動』（未來社 〈上・下〉 1956-57年、増補版 全1巻、1964年、新装版2006年）
  - 英訳：Thought and Behaviour in Modern Japanese Politics, edited by Ivan Morris (Oxford University Press, 1963)
  - 『後衛の位置から――追補「現代政治の思想と行動」』（未來社、1982年）
  - 『현대일본정치론』、신경식 譯、고려원(고려원미디어)、1998년 10월
- 『일본의 사상』、김석근 譯、한길사、1998년 2월
  - 『日本の思想』（岩波新書 青版、1961年、改版2018年）
  - 『일본의 사상』日本の思想은 2005년 5월까지 102만부가 팔렸고 대학생 필독서라고 평가받았다. 일부 텍스트가 고등학교 교과서에도 실렸다. 1985년에는 프랑스의 일본어 교수자격시험의 문제로도 등장했다.[45]
- 『전중과 전후 사이 1936-1957』、김석근 譯、휴머니스트、2011년 2월
  - 『戦中と戦後の間 1936－1957』（みすず書房、1976年、新装版2018年）。大佛次郎賞受賞
- 『「문명론의 개략」을 읽는다』、후쿠자와 유키치 共著、김석근 譯、문학동네、2007년 4월
  - 『「文明論之概略」を読む』（岩波新書 黄版（上中下）、1986年）
  - 또 메이지 시대의 사상을 민권과 국권이 건전한 형태로 균형잡힌 시절이었다고 평가했다. 후쿠자와 유키치를 높게 평가하여 그의 팬福澤惚れ을 자처했다. 생애 전 기간동안 후쿠자와에 관심을 쏟았다. 그의 후쿠자와론은 후쿠자와 연구에서 항상 언급될 정도의 존재감을 가졌다.
- 『충성과 반역』、박충석 譯、나남출판、1998년 11월
  - 『忠誠と反逆――転形期日本の精神史的位相』（筑摩書房、1992年／ちくま学芸文庫、1998年：解説川崎修）
- 『丸山眞男 戦中備忘録』（日本図書センター、1997年）
- 『自己内対話――3冊のノートから』（みすず書房、1998年）
- 『번역과 일본의 근대』、가토 슈이치 共著、임성모 譯、이산、2000년 8월
  - （加藤周一）『翻訳と日本の近代』（岩波新書、1998年）
- 『福沢諭吉の哲学 他六篇』（松沢弘陽編、岩波文庫、2001年）
- 『丸山眞男セレクション』（杉田敦編、平凡社ライブラリー、2010年）
- 『政治の世界 他十篇』（松本礼二編・注、岩波文庫、2014年）
- 『超国家主義の論理と心理 他八篇』（古矢旬編・注、岩波文庫、2015年）
- 『사상사의 방법과 대상』、고재석 譯、소화、1997년 8월

### 연구서
- 마루야마 마사오 / 카루베 타다시
- 오쓰카 히사오와 마루야마 마사오 / 나카노 도시오
- 마루야마 마사오가 만들어낸 후쿠자와 유키치라는 신화 / 야스카와 주노스케
- 마루야마 마사오와 자유주의 / 김석근, 카루베 타다시
- 일본사상의 감성전통 / 기타자와 마사쿠니

## 같이 보기
- 강상중
- 서경식
- 이영훈
- 마쓰시타 게이이치
- 후지타 쇼조
- 아카기 도모히로
- 도쿄 여자 대학 도서관
- 마루야마 마사오 사후 자료 목록